# Fernando Muslera
Néstor Fernando Muslera Micol (Buenos Aires, 16 juni 1986) is een in Argentinië geboren Uruguayaans voetballer die als doelman speelt. Hij verruilde SS Lazio in 2011 voor Galatasaray. Muslera debuteerde in 2009 in het Uruguayaans voetbalelftal.

## Clubcarrière
Muslera's carrière in het betaald voetbal begon bij Montevideo Wanderers. Hij speelde daar drieënhalf seizoen in de hoofdmacht, alvorens hij overstapte naar Club Nacional de Football, een grotere club uit Montevideo. In augustus 2007 stapte Muslera voor drie miljoen euro over naar SS Lazio om aldaar de gestopte Angelo Peruzzi te vervangen. Op 16 september 2007 maakte hij zijn debuut in de Serie A tegen Cagliari (2–2). Na enkele wedstrijden werd Muslera vervangen door Marco Ballotta, op dat moment de oudste speler uit de Serie A. In zijn eerste twee seizoenen speelde hij 24 competitiewedstrijden voor Lazio. In het seizoen 2009/10 stond hij 36 van de 38 competitieduels in het doel.
In de zomer van 2011 tekende Muslera een vijfjarig contract bij het Turkse Galatasaray. Hij verlengde zijn verbintenis in juni 2014 tot medio 2018. Muslera benutte een strafschop bij Galatasaray in de laatste wedstrijd van de Turkse competitie in het seizoen 2011/12. Door dit doelpunt werd een clubrecord van Galatasaray gevestigd.
Muslera stond in 2012 op de zesde plaats in een lijst van de tien beste doelmannen ter wereld, samengesteld door de IFFHS.
Bij Galatasaray werd Muslera door de jaren heen een cultheld. Hij werd de buitenlander met de meeste prijzen bij de club en moest alleen Bülent Korkmaz voor zich dulden in de lijst van meeste wedstrijden gespeeld voor Galatasaray. Ook werd hij de buitenlander met de meeste wedstrijden in de Süper Lig. Bij Galatasaray werd hij eveneens de speler met de meeste gespeelde competitiewedstrijden. Tegelijkertijd werd hij de doelman die het vaakst de nul wist te houden in de geschiedenis van de competitie.
Op 18 mei 2025 scoorde Muslera een doelpunt in de 89e minuut via een penalty in de 3-0 gewonnen wedstrijd tegen Kayserispor, waarmee de landstitel dat seizoen werd gegarandeerd. Dit werd het tweede doelpunt in zijn carrière. In zijn eerste seizoen bij Galatasaray scoorde hij eveneens via een penalty.
Na 14 seizoenen nam Muslera afscheid van de club waar hij een legende werd. Het seizoen sloot hij af met zowel de landstitel als de nationale beker. Daarmee evenaarde hij Bülent Korkmaz als speler met de meeste prijzen in het Turkse voetbal. Beide spelers behaalden in totaal 19 bekers.
Zijn laatste wedstrijd was de competitiewedstrijd tegen Istanbul Başakşehir, de club waartegen hij bijna 14 jaar eerder zijn debuut maakte. Die wedstrijd eindigde in een 2-0 verlies, terwijl zijn laatste wedstrijd eindigde in een 2-0 winst. Hij kreeg een publiekswissel en deed tijdens de wissel het shirt met zijn rugnummer in het eerste seizoen aan: nummer 25. Daarmee eindigde hij zijn carrière bij Galatasaray op dezelfde manier als hoe hij die begon.
Na Galatasaray keerde hij na bijna 20 jaar terug naar Zuid-Amerika, waar hij een 1,5-jarig contract tekende bij het Argentijnse Club Estudiantes de La Plata.

## Clubstatistieken
| Seizoen | Club                 | Competitie       | Competitie | Competitie | Beker | Beker | Internationaal | Internationaal | Totaal | Totaal |
| Seizoen | Club                 | Competitie       | Wed.       | Dlp.       | Wed.  | Dlp.  | Wed.           | Dlp.           | Wed.   | Dlp.   |
| ------- | -------------------- | ---------------- | ---------- | ---------- | ----- | ----- | -------------- | -------------- | ------ | ------ |
| 2004    | Montevideo Wanderers | Primera División | ?          | ?          | ?     | ?     | ?              | ?              | 2      | 0      |
| 2005    | Montevideo Wanderers | Primera División | ?          | ?          | ?     | ?     | ?              | ?              | 29     | 0      |
| 2005/06 | Montevideo Wanderers | Primera División | ?          | ?          | ?     | ?     | ?              | ?              | 0      | 0      |
| 2006/07 | Montevideo Wanderers | Primera División | ?          | ?          | ?     | ?     | ?              | ?              | 13     | 0      |
| 2006/07 | Nacional             | Primera División | ?          | ?          | ?     | ?     | ?              | ?              | 4      | 0      |
| 2007/08 | Nacional             | Primera División | ?          | ?          | ?     | ?     | ?              | ?              | 1      | 0      |
| 2007/08 | Lazio                | Serie A          | 9          | 0          | 4     | 0     | 0              | 0              | 13     | 0      |
| 2008/09 | Lazio                | Serie A          | 15         | 0          | 6     | 0     | —              | —              | 21     | 0      |
| 2009/10 | Lazio                | Serie A          | 36         | 0          | 3     | 0     | 4              | 0              | 43     | 0      |
| 2010/11 | Lazio                | Serie A          | 36         | 0          | 0     | 0     | —              | —              | 36     | 0      |
| 2011/12 | Galatasaray          | Süper Lig        | 39         | 1          | 0     | 0     | —              | —              | 39     | 1      |
| 2012/13 | Galatasaray          | Süper Lig        | 33         | 0          | 1     | 0     | 10             | 0              | 44     | 0      |
| 2013/14 | Galatasaray          | Süper Lig        | 29         | 0          | 4     | 0     | 6              | 0              | 39     | 0      |
| 2014/15 | Galatasaray          | Süper Lig        | 32         | 0          | 2     | 0     | 5              | 0              | 39     | 0      |
| 2015/16 | Galatasaray          | Süper Lig        | 33         | 0          | 7     | 0     | 8              | 0              | 48     | 0      |
| 2016/17 | Galatasaray          | Süper Lig        | 34         | 0          | 1     | 0     | —              | —              | 35     | 0      |
| 2017/18 | Galatasaray          | Süper Lig        | 33         | 0          | 3     | 0     | 2              | 0              | 38     | 0      |
| 2018/19 | Galatasaray          | Süper Lig        | 33         | 0          | 4     | 0     | 8              | 0              | 45     | 0      |
| 2019/20 | Galatasaray          | Süper Lig        | 26         | 0          | 3     | 0     | 6              | 0              | 35     | 0      |
| 2020/21 | Galatasaray          | Süper Lig        | 22         | 0          | 1     | 0     | —              | —              | 23     | 0      |
| 2021/22 | Galatasaray          | Süper Lig        | 25         | 0          | 0     | 0     | 11             | 0              | 36     | 0      |
| 2022/23 | Galatasaray          | Süper Lig        | 33         | 0          | 2     | 0     | —              | —              | 35     | 0      |
| 2023/24 | Galatasaray          | Süper Lig        | 37         | 0          | 1     | 0     | 14             | 0              | 52     | 0      |
| 2024/25 | Galatasaray          | Süper Lig        | 34         | 1          | 1     | 0     | 8              | 0              | 43     | 1      |
| 2025    | Estudiantes          | Primera División | 1          | 0          | 1     | 0     | 0              | 0              | 2      | 0      |
| Totaal  | Totaal               | Totaal           | 540        | 2          | 44    | 0     | 82             | 0              | 715    | 2      |

Bijgewerkt tot en met 17 juli 2025.

## Interlandcarrière
Muslera debuteerde op 10 oktober 2009 in het Uruguayaans voetbalelftal, in een wedstrijd tegen Ecuador (2–1 winst). Bondscoach Oscar Tabárez nam hem vervolgens mee als eerste doelman naar het WK 2010. Diezelfde Tabárez nam Muslera vier jaar later ook mee naar het wereldkampioenschap 2014.
Muslera maakte eveneens deel uit van de Uruguayaanse selectie die deelnam aan de WK-eindronde 2018 in Rusland. La Celeste behaalde drie zeges op rij in groep A, waarna de ploeg van bondscoach Oscar Tabárez in de achtste finales afrekende met regerend Europees kampioen Portugal (2–1) door twee treffers van aanvaller Edinson Cavani. Zonder diens inbreng (kuitblessure) verloor Uruguay vervolgens in de kwartfinale met 2–0 verloren van de latere wereldkampioen Frankrijk. Muslera kwam in alle vijf de duels in actie voor zijn vaderland.

## Erelijst
| Competitie          |        |                                                                        |
| Competitie          | Aantal | Jaren                                                                  |
| Lazio               | Lazio  | Lazio                                                                  |
| ------------------- | ------ | ---------------------------------------------------------------------- |
| Coppa Italia        | 1×     | 2008/09                                                                |
| Supercoppa          | 1×     | 2009                                                                   |
| Galatasaray         |        |                                                                        |
| Süper Lig           | 8×     | 2011/12, 2012/13, 2014/15, 2017/18, 2018/19, 2022/23, 2023/24, 2024/25 |
| Turkse voetbalbeker | 5×     | 2013/14, 2014/15, 2015/16, 2018/19, 2024/25                            |
| Turkse supercup     | 6×     | 2013, 2014, 2016, 2017, 2020, 2023                                     |
| Uruguay             |        |                                                                        |
| Copa América        | 1×     | 2011                                                                   |

## Trivia
- Muslera werd geboren op de dag dat Argentinië Uruguay versloeg op het wereldkampioenschap voetbal 1986.

1 Muslera ·
2 Giménez ·
3 Godín  ·
4 Varela ·
5 Sánchez ·
6 Bentancur ·
7 Rodríguez ·
8 Nández ·
9 Suárez ·
10 De Arrascaeta ·
11 Stuani ·
12 Campaña ·
13 Silva ·
14 Torreira ·
15 Vecino ·
16 Pereira ·
17 Laxalt ·
18 Gómez ·
19 Coates ·
20 Urretaviscaya ·
21 Cavani ·
22 Cáceres ·
23 Silva ·
Coach: Tabárez
1 Muslera ·
2 Giménez ·
3 Godín  ·
4 Araújo ·
5 Vecino ·
6 Bentancur ·
7 De La Cruz ·
8 Pellistri ·
9 Suárez ·
10 De Arrascaeta ·
11 Núñez ·
12 Sosa ·
13 Varela ·
14 Torreira ·
15 Valverde ·
16 Olivera ·
17 Viña ·
18 Gómez ·
19 Coates ·
20 Torres ·
21 Cavani ·
22 Cáceres ·
23 Rochet ·
24 Canobbio ·
25 Ugarte ·
26 Rodríguez ·
Coach: Alonso